# Theridion cameronense
Theridion cameronense là một loài nhện trong họ Theridiidae.
Loài này thuộc chi Theridion. Theridion cameronense được Herbert Walter Levi miêu tả năm 1957.